# Suini
Tribu
Les Suini sont une tribu de mammifères de la famille des Suidae, de la sous-famille des Suinae. Elle regroupe son genre type Sus qui comprend les sangliers et cochons, et quelques genres fossiles.

## Liste des genres
Selon Mammal Species of the World (version 3, 2005)  (4 octobre 2024), l'ITIS (4 octobre 2024), le Catalogue of Life (4 octobre 2024), BioLib (4 octobre 2024) et l'Animal Diversity Web (4 octobre 2024) :
- Sus Linnaeus, 1758

Selon l'EOL (4 octobre 2024) :
- †Eumaiochoerus Hürzeler 1982
- †Hippopotamodon Lydekker 1877
- †Microstonyx Pilgrim 1926
- Sus Linnaeus 1758

Selon The Hesperomys Project (4 octobre 2024) :
- Porcula Hodgson, 1847
- Sus Linnaeus, 1758

Selon la Paleobiology Database (4 octobre 2024) :
- †Korynochoerus

Selon The Taxonomicon (4 octobre 2024) :
- Sus Linnaeus, 1758
- †Korynochoerus Schmidt-Kittler, 1971
- †Hippopotamodon Lydekker, 1877
- †Eumaiochoerus Hürzeler, 1982
- †Microstonyx Pilgrim, 1926

Brunet et White (2001) ajoutent le genre †Kolpochoerus E.C.N. & H.E.N. Van Hoepen, 1932.